# 562 v. Chr.
Portal Geschichte | Portal Biografien | Aktuelle Ereignisse | Jahreskalender | Tagesartikel

◄ |
7. Jahrhundert v. Chr. |
6. Jahrhundert v. Chr. |
5. Jahrhundert v. Chr. |
►

◄ | 580er v. Chr. | 570er v. Chr. | 560er v. Chr. | 550er v. Chr. |
540er v. Chr. |
►

◄◄ | ◄ | 565 v. Chr. | 564 v. Chr. | 563 v. Chr. | 562 v. Chr. |
561 v. Chr. |
560 v. Chr. |
559 v. Chr. |
► |
►►

## Ereignisse

### Politik und Weltgeschehen
- Nebukadnezar II. verstirbt in seinem 43. Regierungsjahr (562 bis 561 v. Chr.). Ihm folgt sein Sohn Amēl-Marduk auf den Thron.

### Wissenschaft und Technik
- In seinem 42. Regierungsjahr (563 bis 562 v. Chr.) lässt Nebukadnezar II. den Schaltmonat Addaru II ausrufen, der am 11. März[1] begann.
- Im babylonischen Kalender fällt das babylonische Neujahr des 1. Nisannu auf den 10.–11. April[1], der Vollmond im Nisannu auf den 24.–25. April[1] und der 1. Tašritu auf den 4.–5. Oktober[1].[2]

## Gestorben
- Nebukadnezar II., neubabylonischer König (* um 640 v. Chr.)